# Lawrenceville (Virginia)
Lawrenceville è un comune degli Stati Uniti d'America, situato nello Stato della Virginia, nella Contea di Brunswick, della quale è il capoluogo.